# Bukowskis
Bukowski auktioner AB, "Bukowskis", är ett auktionsföretag inom konst, antikviteter och design som grundades 1870. Auktionshuset huvudkontor ligger vid Berzelii Park 1 i Stockholm. Ytterligare kontor och showroom finns i Göteborg, Malmö och Helsingfors och företaget har även representanter i Köpenhamn, London, New York, Berlin och Costa del Sol.

## Historik

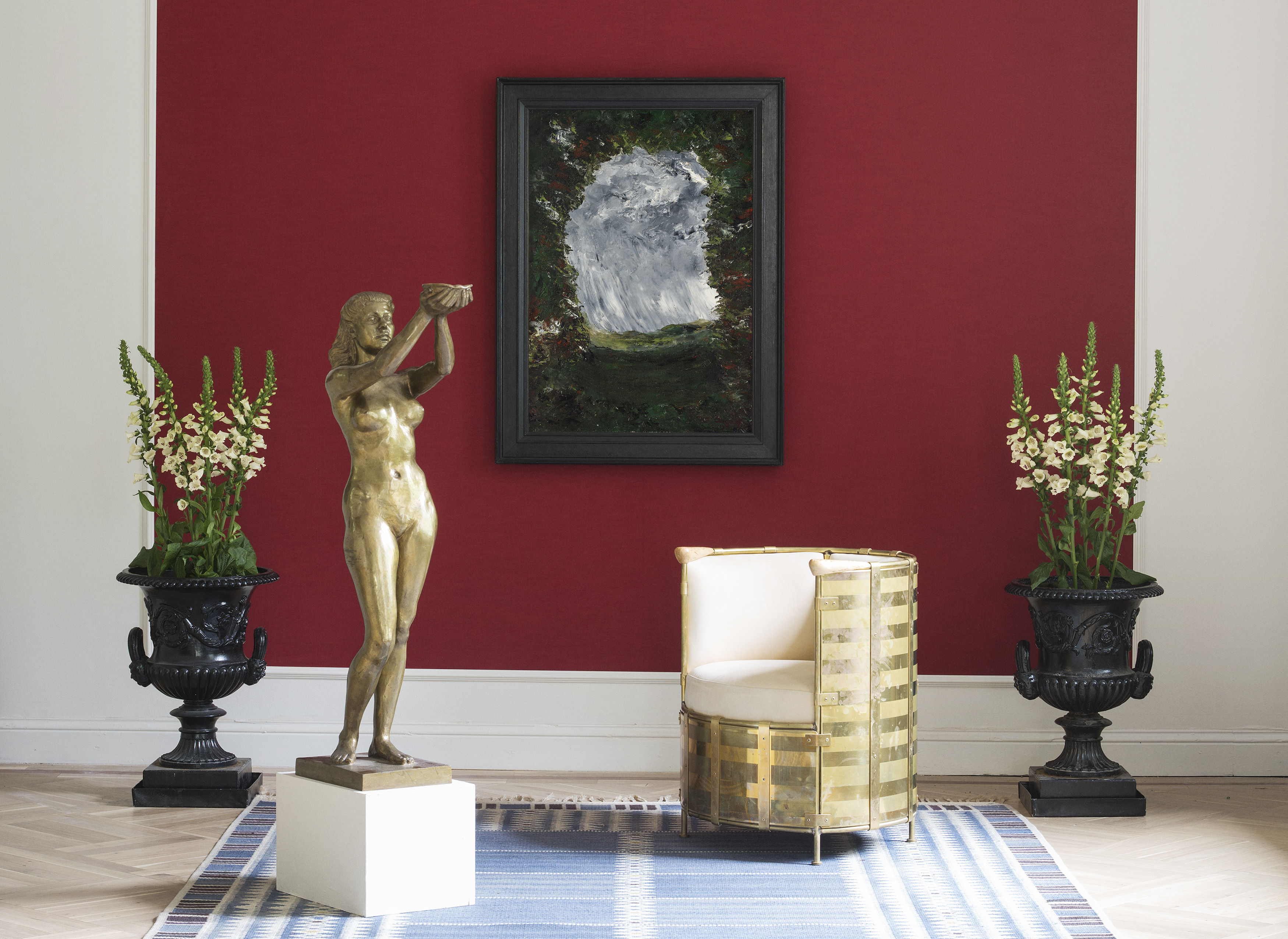
Bukowskis – Arts & Business

Bukowskis grundades 1870 av den polske adelsmannen Henryk Bukowski på Jakobstorg 3. Senare flyttades auktionerna till Hotell Rydberg och 1882 till Arsenalsgatan 2. Namnet vid denna tid var A.B. Bukowskis konsthandel. Den första större försäljningen ägde rum 1873 och omfattade en av kung Karl XV:s samlingar. En av auktionshusets mest spektakulära auktioner under det tidiga 1900-talets hölls efter storsamlaren Christian Hammer, då delar av hans samling såldes på fem auktioner. Bland köparna fanns grevinnan Wilhelmina von Hallwyl, skapare av Hallwylska museet. Under 1920-talet hade Bukowskis ensamrätt på försäljningen av Anders Zorns etsningar.[källa behövs]
År 1928 köptes Bukowskis av bankiren Martin Aronowitsch. Bukowskis kom att förbli i familjens ägo i nästan 50 år. Sonen Gregor Aronowitsch tog över Bukowskis efter fadern. Han var styrelseledamot från 1938, anställd från 1944 och VD från 1953. År 1974 köpte Matts Carlgren Bukowskis. Carlgren anställde Carl-Gustaf Petersén som VD-assistent till legendaren Gregor Aronowitch, som satt kvar som VD fram till 1980.
År 1991 köpte Göran Gustafsson Kapital AB Bukowskis. Auktionsfirman avyttrades 16 år senare till familjen Lundin 2007.
År 2021 förvärvade det globala auktionshuset Bonhams Bukowskis.

## Koncern
VD sedan september 2016 är Louise Arén. Bukowskis ägs sedan 2021 av Bonhams. Koncernens verksamhet innehåller Liveauktioner, Online only auktioner, köp direkt-erbjudande, utställningsförsäljning, privatförsäljning och fastighetsförsäljning.

## Auktionerna
Bukowskis genomför åtta Liveauktioner per år. Utöver Liveauktionerna finns onlineauktioner tillgängliga dygnet runt.  
Därutöver genomförs specialauktioner och visningar som exempelvis Ingmar Bergmans dödsbo 2009, Marabous och Astra företagssamlingar 2012 respektive 2013. Sentida uppmärksammade auktioner inkluderar J.E Safra Samlingen 2017, Hans Erik Börjesons Samling 2018, Rolf Schmitz Samling, Hans J. Wegner samt Lars Norén – Ting 2021. Sedan 2017 sköter Bukowskis även Systembolagets samtliga dryckesauktioner.
Under en period genomförde Bukowskis kompletterande auktioner under begreppet "Lilla Bukowskis" och senare "Bukowskis Market". Dessa var riktade mot en bredare publik.